# Mafunyane Trophy
De Mafunyane Trophy was een golftoernooi in Zuid-Afrika, dat deel uitmaakte van de Sunshine Tour. Het toernooi werd opgericht in 1995 en vond telkens plaats in Phalaborwa.
In 1995 en 1996 vond het toernooi plaats op de Phalaborwa Golf Club. In 1997 werd de golfclub vernoemd tot de Hans Merensky Country Club.

## Winnaars
| Jaar | Winnaar       | Score | Score | Info                              |
| ---- | ------------- | ----- | ----- | --------------------------------- |
| 1995 | Roger Wessels | 212   | –4    | Won de play-off van Hugh Baiocchi |
| 1996 | Roger Wessels | 202   | –14   | [ 2 ]                             |
| 1997 | Kevin Stone   | 203   | –13   | [ 3 ]                             |
| 1998 | Sammy Daniels | 199   | –17   | [ 4 ]                             |

| Toernooirecord |  | po = winnaar na play-off |

Amatola Sun Classic · Atlantic Beach Classic · Bell's Player Championship · Bloemfontein Classic · Botswana Open · Bushveld Classic · Canon Classic · Coca-Cola Charity Championship · Cock of the North · Devonvale Classic · Emfuleni Classic · Eskom Power Cup · General Motors Open · Goldfields Powerade Classic · Goodyear Classic · Graceland Challenge · Highveld Classic · ICL International · Iscor Newcastle Classic · Kalahari Classic · Limpopo Classic · Lombard Tyres Classic · Mafunyane Trophy · Mercedes Benz Golf Challenge · Mount Edgecombe Trophy · Namibië Open · Namibia PGA Championship · Nashua Wild Coast Sun Challenge · Natal Open · Nelson Mandela Invitational · Northern Cape Classic · Observatory Classic · Palabora Classic · Parmalat Classic · Radio Algoa Challenge · Randfontein Classic · Rhodesian Masters · Riviera Resort Classic · Royal Swazi Sun Classic · Seekers Travel Pro-Am · South African Masters · South African Match Play Championship · South African Pro-Am Invitational · Spoornet Classic · Sun Coast Classic · Transvaal Open · Vodacom Golf Championship · Vodacom Open · Vodacom Players Championship · Vodacom Series · Vodacom Trophy · Western Cape Classic · Western Province Open